# افتخار دیگر ارزشی ندارد (نمایشنامه)
افتخار دیگر ارزشی ندارد (به انگلیسی: What Price Glory?) یک نمایشنامهٔ کمدی-درام به قلمِ مکسول اندرسون و لورنس استالینگز است که در سال ۱۹۲۴ به روی صحنه رفت و از لحاظ تجاری بسیار موفق بود و به‌مدت طولانی بر روی صحنه در تئاتر برادوی باقی ماند. در این نمایشنامه لوئیس وولهایم هنرنمایی می‌کرد و موضوع آن دربارهٔ رقابت عشقی دو افسرِ سپاه تفنگداران دریایی ایالات متحده آمریکا در خلال جنگ جهانی اول در فرانسه است.
شهرت این نمایشنامه به سبب محتوای نامتعارف و به‌دور از نزاکت، اما «بسیار خوشایند و دلچسب» و همچنین تلاش‌هایی برای سانسور کردنش توسط گروه‌های نظامی و مذهبی بود.